# Pseudestoloides hiekei
Pseudestoloides hiekei är en skalbaggsart som beskrevs av Stefan von Breuning 1974. Pseudestoloides hiekei ingår i släktet Pseudestoloides och familjen långhorningar. Inga underarter finns listade i Catalogue of Life.